# NGC 7285
NGC 7285 (другие обозначения — PGC 68953, ESO 533-32, MCG -4-53-5, VV 74, Arp 93, AM 2224-250) — спиральная галактика с перемычкой (SBa) в созвездии Водолей.
Этот объект входит в число перечисленных в оригинальной редакции «Нового общего каталога», а также включён в атлас пекулярных галактик.